# Buffalo Springfield (음반)
| 전문가 평가                       | 전문가 평가 |
| 평가 점수                         | 평가 점수   |
| 출처                              | 점수        |
| --------------------------------- | ----------- |
| AllMusic                          | [ 3 ]       |
| The Encyclopedia of Popular Music | [ 4 ]       |
| The Rolling Stone Record Guide    | [ 5 ]       |

《Buffalo Springfield》는 캐나다와 미국의 포크 록 밴드 버펄로 스프링필드의 데뷔 스튜디오 음반이다. 이 음반은 1966년 11월, 앳코 레코드를 통해 발매되었으며, 밴드 멤버 스티븐 스틸스와 닐 영이 작곡하였다.
1967년 3월부터 이후 발매된 대부분의 음반에서는 〈Baby Don't Scold Me〉가 당시 미국 차트에서 상승 중이던 단독 싱글 〈For What It's Worth〉로 교체되었다. 이 싱글은 결국 빌보드 핫 100 차트에서 7위에 올랐고, 음반은 빌보드 200 차트에서 80위를 기록하였다.

## 배경
버펄로 스프링필드는 1966년 초에 결성되었으며, 그해 4월, 할리우드의 트루버도어 클럽에서 첫 공연을 가졌다. 음반에 수록된 초기 싱글로는 닐 영이 작곡하고 리치 퓨레이가 보컬을 맡아 1966년 7월 18일에 녹음한 〈Nowadays Clancy Can't Even Sing〉이 있었지만, 이 곡은 전국 차트에는 진입하지 못했다. 그러나 8월에 로스앤젤레스 지역에서는 로컬 톱 40에 들었다. 이 음반은 대부분 1966년 7월, 8월, 9월에 걸쳐 골드 스타 스튜디오에서 녹음되었으며, 이곳은 필 스펙터가 자신의 "월 오브 사운드"를 만들어낸 곳이자 브라이언 윌슨이 비치 보이스의 녹음을 진행한 곳으로도 알려져 있다. 영은 자신이 작곡한 다섯 곡 가운데 두 곡에서만 리드 보컬을 맡았으며, 나머지 세 곡은 퓨레이가 리드 보컬을 맡았다.
음반은 밴드의 매니저였던 찰스 그린과 브라이언 스톤이 프로듀싱했으며, 두 사람 모두 음반 프로듀서로서의 경험은 거의 없었다. 밴드는 이 음반의 사운드에 불만을 품었고, 자신들의 라이브 공연이 지닌 강렬함을 제대로 반영하지 못했다고 느꼈다. 이들은 앳코 레코드에 음반을 재녹음할 시간을 요청했지만, 레이블 측은 크리스마스 시즌 출시를 놓치지 않기 위해 기존 버전 그대로 발매를 강행했다.
《Buffalo Springfield》는 원래 모노와 스테레오 두 가지 버전으로 앳코 SD 33-200이라는 카탈로그 번호로 발매되었다. 음반 뒷면에는 《타이거 비트》 잡지 스타일로 구성된 밴드 멤버 각각의 프로필이 실려 있었다. LP가 발매된 당일 녹음되어 곧바로 발매된 스티븐 스틸스의 신곡 〈For What It's Worth〉는 전국적인 히트를 기록하였으며, 1967년 3월, 빌보드 핫 100 싱글 차트에서 톱 10에 진입하였다. 1967년 3월 6일에 나온 두 번째 발매본에서는 이 곡을 첫 트랙으로 삼고 〈Baby Don't Scold Me〉를 제외한 뒤 수록곡 순서를 다소 수정한 채 앳코 SD 33-200A로 재발매되었다. 〈Baby Don't Scold Me〉는 스테레오 버전으로 재발매된 적이 없으며, 모든 콤팩트 디스크 판에서는 이 곡의 모노 믹스만이 수록되어 있다.

## 곡 목록
| #  | 제목                                | 작사·작곡     | 재생 시간 |
| -- | ----------------------------------- | ------------- | --------- |
| 1. | 〈Go and Say Goodbye〉              | 스티븐 스틸스 | 2:20      |
| 2. | 〈Sit Down, I Think I Love You〉    | 스틸스        | 2:32      |
| 3. | 〈Leave〉                           | 스틸스        | 2:42      |
| 4. | 〈Nowadays Clancy Can't Even Sing〉 | 닐 영         | 3:25      |
| 5. | 〈Hot Dusty Roads〉                 | 스틸스        | 2:50      |
| 6. | 〈Everybody's Wrong〉               | 스틸스        | 2:23      |

| #  | 제목                                       | 작사·작곡 | 재생 시간 |
| -- | ------------------------------------------ | --------- | --------- |
| 1. | 〈Flying on the Ground Is Wrong〉          | 영        | 2:40      |
| 2. | 〈Burned〉                                 | 영        | 2:16      |
| 3. | 〈Do I Have to Come Right Out and Say It〉 | 영        | 3:01      |
| 4. | 〈Baby Don't Scold Me〉                    | 스틸스    | 3:04      |
| 5. | 〈Out of My Mind〉                         | 영        | 3:05      |
| 6. | 〈Pay the Price〉                          | 스틸스    | 2:36      |